# Schwarzhorn (bergstopp i Österrike, Tyrolen)
Schwarzhorn är en bergstopp i Österrike.   Den ligger i distriktet Innsbruck-Land och förbundslandet Tyrolen, i den västra delen av landet, 400 km väster om huvudstaden Wien. Toppen på Schwarzhorn är 2 789 meter över havet, eller 216 meter över den omgivande terrängen. Bredden vid basen är 2,1 km.
Terrängen runt Schwarzhorn är huvudsakligen bergig. Runt Schwarzhorn är det ganska tätbefolkat, med 80 invånare per kvadratkilometer.. Närmaste större samhälle är Innsbruck, 18,8 km nordost om Schwarzhorn. 
Trakten runt Schwarzhorn består i huvudsak av gräsmarker.